# Cigarral de Buenavista
El cigarral de Buenavista, desde 2014 reconvertido en hotel con el título Palacio Buenavista, es un cigarral de la ciudad española de Toledo construido a comienzos del siglo XVI como finca de recreo a las afueras de la ciudad por orden del cardenal Bernardo de Sandoval y Rojas, quien encargó los planos a Juan Bautista Monegro.

## Historia
Fue construido en un lugar con una suave elevación, desde su recinto se completa la silueta de Toledo, la ancha vega y el río Tajo, que discurre a los pies del palacio. 
El palacio fue lugar de reuniones literarias, de las que fue principal promotor el sobrino del cardenal, Francisco de Rojas y Guzmán, I conde de Mora. A ellas asistieron los poeta Baltasar Elisio de Medinilla, José de Valdivielso y, durante sus estancias en Toledo, visitaron el cigarral, entre otros, Lope de Vega, Tirso de Molina, Miguel de Cervantes, Baltasar Gracián. El jardín fue uno de los más elaborados y cuidados del momento siendo comparable a los jardines del siglo XVI de los grandes palacios, con una variada flora, la visita de ciervos y gacelas y la compañía de estatuas de ninfas.
Ya en el siglo XX el cigarral pasó a formar parte de las propiedades del conde de Romanones, quien tenía verdadera obsesión por las fincas rústicas, prueba de ello eran las numerosas extensiones que poseía. Se dice que fue en este cigarral donde escribió casi todas sus obras. Fue bajo la propiedad del conde de Romanones cuando se comienza la restauración de la casa-palacio y se adecentan los exteriores, dando pasó a un jardín con serpenteantes senderos.
El cigarral restaurado por Romanones fue punto de encuentro de muchas celebridades, de entre todas ellas, la más ilustre sería sin duda la presencia de Alfonso XIII, que tomaba como campo base para sus cacería este estratégico lugar.
Fue en el año 2007 cuando el Palacio Buenavista reabre sus puertas reconvertido en hotel de lujo. Fue gestionado por la cadena Hilton hasta el año 2014 y desde entonces el operador es la marca española Eurostars Hotels.